# Ana Mercedes Hoyos
Ana Mercedes Hoyos (29 de septiembre de 1942-Bogotá, 5 de septiembre de 2014)fue una destacada artista colombiana, reconocida por su habilidad tanto en la pintura como en la escultura. Su obra se caracterizó por ser una destacada representante del arte abstracto y figurativo en Colombia.

## Biografía
Ana Mercedes Hoyos Mejía nació el 29 de septiembre de 1942 en Bogotá Colombia, hija de Ester Mejía Gutiérrez y Manuel José Hoyos Toro. Su padre era ingeniero arquitectónico y alentó a Hoyos en el estudio de la historia del arte. Completó sus estudios primarios y secundarios en el Colegio Marymount en Bogotá, tomando clases particulares de pintura con Luciana Jaramillo. Esta educación formal se compensó con viajes a Europa, México y los Estados Unidos para aprender sobre el arte en otras culturas. Estudió artes visuales en la Universidad de los Andes con Jaramillo, así como con Juan Antonio Roda, Marta Traba y Armando Villegas, aunque no completó sus estudios.  En 1967, se casó con Jacques Mosseri Hané, un arquitecto, y pasaron un mes en la ciudad de Nueva York, explorando exhibiciones de arte pop, antes de regresar a su hogar en Bogotá. Posteriormente nació su hija Ana en 1969.
Hoyos  es un referente fundamental para la pintura y la escultura latinoamericana. Su obra osciló, a lo ñññññññ de cinco décadas de producción plástica, entre la figuración y la abstracción, entre la narración y la síntesis de las formas. Los años setenta estuvieron caracterizados por un interés en el vínculo entre el paisaje y la arquitectura, en particular a partir del diálogo que se establecía entre los espacios interiores y exteriores.
Ingresó en la Universidad de los Andes a estudiar artes plásticas, con profesores como Juan Antonio Roda, Luciana Jaramillo, Armando Villegas y Marta Traba; después pasó a la Universidad Nacional de Bogotá, pero no se graduó en ninguna de las dos para dedicarse a la pintura. 
Hoyos empezó a exponer en 1966. Recibió el  primer premio en el XXVII Salón Nacional de Artistas de Colombia. A partir de 1969 realizó la serie "Ventanas", lo que muchos consideraron una de sus obras pictóricas más significativas ya que incluye sus pinturas más importantes. Esta serie evolucionó hacia pinturas más abstractas, que la artista llamó atmósferas; son superficies muy claras, generalmente cercanas al blanco, con variaciones tonales casi imperceptibles. 
A partir de 1987 la pintora realizó una serie de obras figurativas con motivos nacionales, Bodegones de Palenque, partiendo de los platones de las vendedoras de frutas de Cartagena, y una serie de Papagayos. También realizó algunas obras tridimensionales: esculturas en concreto, Ventana (1975) y Gírasol (1984); e instalaciones como Flores de luto, en homenaje a Marta Traba (1983), y Campo de girasoles (1984). 
Realizó un gran número de exposiciones individuales, entre las que se destacan las del Museo de Arte Moderno de Bogotá en 1976, y "Ana Mercedes Hoyos, un decenio 1970-1980", en el Centro Colombo Americano de Bogotá, en 1981.

## Exposiciones individuales
- 1974	 Ventanas. Galería Belarca, Bogotá.
- 1976	 Pinturas y Dibujos. Museo de Arte Moderno, Bogotá.
- 1978	 Atmósferas. Galería San Diego, Bogotá.
- Fundación Eugenio Mendoza, Caracas, Venezuela.
- 1979	 Pintura y Escultura. La Galería, Buenos Aires, Argentina.
- Obra Reciente. Galería Belarca, Bogotá.
- 1980	 Arco Iris y Paisaje. Instituto Panameño de Arte, Panamá; Galería Cóndor, Barranquilla.
- 1981	 Ana Mercedes Hoyos – Un decenio 1970-1980. Centro Colombo Americano, Bogotá.
- 1984	Campo de Girasoles – Homenaje a Van Gogh. Galería Garcés Velásquez, Bogotá.
- 1985	 Girasoles y Arco Iris. Galería Comfamiliar, Barranquilla.
- 1986	 Journey. Nacional Press Club de Washington, EE. UU.
- 1987	 Bodegones de Palenque. Galería Alfred Wild, Bogotá.
- 1988	El Primer Bodegón de la Historia del Arte. Proceso de la Serigrafía. Taller de Rupert Smith, Nueva York, EE. UU.; Museo de Arte Moderno, Bogotá; Museo de Arte Moderno La Tertulia, Cali.
- 1989	 Dibujos y Grabados. Galería El Museo, Bogotá.
- 1990	The Final Touch. Rempire Fine Art and Gallery, Galería Arriba, Nueva York, EE. UU.

Drawings and Prints. Seymour Berger Center for the Arts, Long Island, Nueva York, EE. UU.
- 1991	 Óleos y Dibujos. Galería Época, Santiago de Chile, Chile.

Symbols of the Américas. Rempire Gallery, The Gallery at San Dominico, Nueva York, EE. UU.
Retrospectiva – Obra Gráfica. Galería Diners, Bogotá.
- 1992	 Símbolo de América. Galería El Museo, Bogotá.
- 1993	 Galería Ramis Barquet, Monterrey, México.

Pinturas. Museo Rayo, Roldanillo.
Retrospectiva. Galería Fernando Quintana, Bogotá.
- 1994	 Dibujos y Serigrafías. Casa de la Cultura de México, Bogotá.

Nuevas Pinturas. Yokohama Museum of Art, Japón.
Años 60 y 70. Galería Tovar y Tovar, Bogotá.
- 1995	 Recent Paintings. Associated American Artists, Nueva York, EE. UU.
- 1996	 Louis Stern Gallery. Los Ángeles, EE. UU.

Associated American Artists, Nueva York, EE. UU.
- 1997	 Visión de mis Américas. Galería Espacio, El Salvador.

Promo–Arte. Exposición de Dibujos. Latin American Gallery. Galería Promo, Tokio, Japón.
La Fiesta. Galería El Museo, Bogotá.
- 1998	Ana Mercedes Hoyos en las Colecciones Mexicanas. Museo José Luis Cuevas, México DF, México.

Recent Drawings. Louis Stern Fine Arts, West Hollywood, California, EE. UU.
- 2000	 Irisprints and Drawings. Promo–Arte, Tokio, Japón.

Sustitución de un Cultivo – Instalación. Museo Universidad de Antioquia, Medellín.
Las Patillas de la Cordialidad. Escultura para el Parque El Tunal, Bogotá.
- 2001	Girasoles. Escultura para la Universidad de Antioquia, Medellín.
- 2002	Visión Global. Galería El Museo, Bogotá.

Ana Mercedes Hoyos. Proyecto Mundo, Galería Mundo, Bogotá.
- 2003	 Pablo Goebel Galería, Colonia Polanco, México.

Galería Municipal Pancho Ferro, Lima, Perú.
- 2004	 Centro Cultural Reyes Católicos, Bogotá.

Sustitución de un cultivo. Galería Mundo, Bogotá.
Retrospectiva. Museo de Conalcuta, México DF, México.

## Exposiciones colectivas
- 1966	 Galería Goya, Bogotá.
- 1968	 Los que son. Galería Marta Traba, Bogotá.

Galería Estrella, Cali.
- 1970	 Salón Américas, Cali.
- 1971	Dibujantes y Grabadores Colombianos. Biblioteca Luis Ángel Arango, Bogotá.

Arte Colombiano en San Juan. San Juan, Puerto Rico.
- 1972	 Casa de las Américas, La Habana, Cuba.

Encuentro de la Plástica Latinoamericana. Instituto de Arte Latinoamericano de Santiago de Chile, Chile. Galería Belarca, Bogotá.
- 1973	32 Artistas Colombianos de Hoy. Museo de Arte Moderno, Bogotá; Fundación Eugenio Mendoza, Caracas, Venezuela.

XXVII Salón de Artistas Nacionales. Instituto Colombiano de Cultura (Colcultura), Museo Nacional, Bogotá. 1940-1973. Biblioteca Luis Ángel Arango del Banco de la República, Bogotá.* 
- 1975	 Paisaje 1900-1975. Museo de Arte Moderno, Bogotá.
- 1977	 X Bienal de París. París, Francia.

La Nueva Gente del Mundo. Museo Nacional, Bogotá.
- 1978	 Arte Ahora III. Museo de Arte Moderno, Río de Janeiro, Brasil.

América Latina – Geometría Sensible. Museo de Arte Moderno, Río de Janeiro, Brasil. Nueve Artistas de Colombia. Fondo Monetario Internacional, Washington, EE. UU.
- 1979	XI Bienal Internacional de Artes Gráficas. Museo de Arte Moderno, Tokio, Japón.

Grabadores y Dibujantes de Colombia. Biblioteca Luis Ángel Arango del Banco de la República, Bogotá.
II Bienal de Pintura Cagnes-Sur-Mer. Francia. Diez artistas y un Museo. Museo de Arte Moderno, Bogotá.
- 1980	 Telas de Cinco Artistas. Galería San Diego, Bogotá.
- 1981	 IV Bienal de Arte de Medellín. Medellín.

Arco Iris y Atmósferas – El Paisaje Libérrimo. Galería de Arte Nacional, Caracas, Venezuela. Exposición Inaugural. Galería Santa Fe, Instituto Distrital de Cultura y Turismo IDCT, Bogotá. Woman on the Américas – Emerging Perspectives. Center fon Interamerican Relations, Washington, EE. UU. Museo de Arte Moderno, Bogotá. Muestra Gráfica Colombiana Contemporánea. Embajada de Colombia en Bonn, Alemania.
- 1983	Pintura Colombiana. Jornadas Culturales de Colombia, Palacio de Bellas Artes, México DF, México.

Taller del Arte de la Calle. Escuela de Bellas Artes, París, Francia.
- 1984	Colombia – Medio Siglo de Pintura y Escultura. Museo Nacional de Antropología, México DF, México.

I Bienal de La Habana. La Habana, Cuba.
- 1985	Cien años de Arte Colombiano. Museo de Arte Moderno, Bogotá; Palacio Imperial de Río de Janeiro, Centro Cultural de Sao Paulo, Brasil; Instituto Italolatinoamericano de Roma, Italia; Salón Cultural de Avianca, Barranquilla.

Una Visión de Colombia. Fundación Santillana, Santillana del Mar, España. XXVIII Bienal de Sao Paulo. Sao Paulo, Brasil. Primer Bodegón de la Historia del Arte. Arte Colombiano Contemporáneo. Mall Gallery, Londres, Inglaterra; Palais des Congrés, Bruselas, Bélgica.
II Bienal de La Habana. La Habana, Cuba.
- 1986	 Arte para el Dorado. Museo de Arte Moderno, Bogotá.

Abstract Vission. MOCHA, Nueva York, EE. UU. Historia de la Serigrafía en Colombia. Museo de Arte de la Universidad Nacional, Bogotá.
- 1988 Primer premio del XXVII Salón Nacional de Artistas de Colombia con su serie "Ventanas",  por la revista estadounidense Newsweek. [6]

- 1989	 La Mujer Artista. Galería Alfred Wild, Bogotá.

6 at 6. Rempire Fine Art Inc, Nueva York, EE. UU.
- 1990	Arte Colombiano. Museo de Arte Moderno, Museo del Oro, Bogotá; Museo Fuji, Tokio, Japón

Galería Rempire, Nueva York, EE. UU.
- 1991	 Feria Internacional de Arte de Bogotá -FIART´91. Galería Rempire, Bogotá.

Trece Artistas Colombianos en Pequeño Formato. Museo de Arte Moderno La Tertulia, Cali.  Painting. Permanet Mission of Colombia to the United Nations, Colombian Center, New York, USA. Mujeres para el siglo XXI. Instituto Colombiano de Cultura (Colcultura), Museo Nacional, Bogotá.  Expresive Drawing – A Study of 20th Century Art. New York Academy of Art, Nueva York, EE. UU.
Parcours de Colombie. Musée de la Civilisation, Quebec, Canadá. Miami International Art Exhibition – ARTMiami´91. Galería Alfred Wild, Miami, EE. UU.
III Muestra de Escultura y Pintura Latinoamericana. Galería Espacio, San Salvador, El Salvador.
- 1992	Eco Art-Bozano Simonsen. Museu de Arte Moderna do Rio de Janeiro, Río de Janeiro, Brasil.

Miami International Art Exhibition – ARTMiami´92. Rempire Gallery, Miami, EE. UU.
Arte Colombiano Contemporáneo. ExpoSevilla´92, Comisión V Centenario del Descubrimiento, Sevilla, España.
Galería Alfred Wild, Bogotá.
IV Muestra de Pintura y Escultura Latinoamericana. Galería Espacio, San Salvador, El Salvador.
- 1994	A Biennal Exhibition of works on paper by thirty Contemporary Latin American Artists. The Housetonic Museum of Art.

El Espíritu del Arte Latinoamericano. Galería Valanti, San José, Costa Rica.
- 1995	Feria de Galerías de Arte – ARTEBA´95. Associated American Artists, Buenos Aires, Argentina

ARTNY´95. Associated American Artists, Nueva York
Latin American Woman Artists 1915-1995. Milwakee Museum of Art; National Museum of Women in the Arts, Washington, EE. UU.
- 1997	Chicago International Art Exhibition – ARTChicago´97. Galería El Museo, Chicago, EE. UU.

Solidarte´97. Embajada de Francia, Fundación Francia Solidaridad en Colombia, Galería El Museo, Bogotá.
Vancouver International Art Exhibition – ARTVancouver´97. Galería El Museo, Vancouver, Canadá.
Feria Iberoamericana de Arte – FIA´97. Galería El Museo, Caracas, Venezuela.
- 1998	Miami International Art Exhibition – ARTMiami´98. Galería El Museo, Miami, EE. UU.

Feria Iberoamericana de Arte – FIA´98. Galería El Museo, Caracas, Venezuela.
- 1999	Miami International Art Exhibition – ARTMiami´99. Galería El Museo, Galería Tega, Miami, EE. UU.

Juntos Otra Vez – Momo del Villar, Ana Mercedes Hoyos, Manolo Vellojín. Galería El Museo, Bogotá.
Feria Iberoamericana de Arte – FIA´99. Galería El Museo, Caracas, Venezuela.
- 2000	Miami International Art Exhibition – ARTMiami´00. Felipe Grimberg Fine Arts, Miami, EE. UU.

Feria Iberoamericana de Arte – FIA´00. Galería El Museo, Caracas, Venezuela.
Obra Gráfica – Maestros Internacionales y Colombianos. Galería El Museo, Bogotá.
- 2001	ARTPalm Beach´01. Felipe Greenberg Fine Arts, Palm Beach, EE. UU.

ARTMiami´01. Galería El Museo; James Goodman Gallery; Galería Incontro; Felipe Grimberg Fine Arts, Miami, EE. UU.
- 2002	The Latin Century – Beyond the Borders. Nassau County Museum, Nueva York, EE. UU.
- 2003	Maestros Colombianos Contemporáneos. Galería Fernando Pradilla, Madrid, España.

Maestros Colombianos del siglo XX. Galería El Museo, Bogotá.
- 2004	 Maestros. Galería El Museo, Bogotá.

Imagen y realidad. Deimos Arte, Bogotá.
Es tu museo. Museo de Arte Moderno, Bogotá.
- 2005	ArtBo 2005 Feria Internacional de Arte de Bogotá. Galería El Museo, Corferias, Bogotá.
- 2006	 Palmbeach 3. Galería El Museo, Palm Beach, EE. UU.
- 2007 FIA Caracas. Stand Galería el Museo, Caracas, Venezuela.
- 2010	 FIA. Galería El Museo. Carcas, Venezuela.
- 2014 In Memoriam. Museo de Arte Moderno de Bogotá, Bogotá, Colombia.

SP-Arte. Galería El Museo. Sao Paulo, Brasil.

## Premios y reconocimientos
- 1967: Bienal de Pintura Joven del Museo de Arte Contemporáneo de Bogotá, segundo premio
- 1968: Primer premio en la exposición ‘Espacios ambientales’, organizada por Marta Traba en el Museo de Arte Moderno de Bogotá
- 1971: Premio Ciudad de Caracas a una serie de sus "ventanas" (Uno al diez), en el XX Salón de Artistas Nacionales.
- 1972: Premio Pan American Life Insurance Company. Primer Salón de Artistas. Universidad Jorge Tadeo Lozano, Bogotá.
- 1974: Premio del jurado. XXVI Salón Nacional de Artes Visuales, Bogotá.
- 1975: Premio del jurado VI Concurso Pictórico Xerox. Ciudad de Panamá, Panamá. Mención Especial. Mujeres Artistas del Mundo. Nueva Delhi, India.
- 1978: Primer premio, con la pintura blanca, Atmósfera, en el XXVII Salón Nacional de Artes Visuales.[7]
- 1992: Carpeta filatélica conmemorativa a los Quinientos Años del Encuentro de Dos Mundos. Comisión V Centenario Colombia. ¨Bodegón de Palenque¨. Edición de la tarjeta postal con la obra. UNICEF
- 1994: Condecoración ¨Espada de Oro¨. Liga Colombiana de Lucha Contra el Cáncer. Bogotá.
- 1999: Orden de la Democracia. Condecoración en el Grado de ¨Comendador¨. Cámara de Representantes, Bogotá.
- 2000: Orden Civil al Mérito de la Ciudad Santa Fe de Bogotá. Condecoración en el Grado de ¨Gran Oficial¨. Alcaldía Mayor de Santa Fe de Bogotá.
- 2022: Google homenajeó a Ana Mercedes Hoyos con un doodle conmemorando su primer premio en la exposición ‘Espacios ambientales' en el Museo de Arte Moderno de Bogotá.